# Regina Tarin
Regina Tarin Malpica Rivera (Ciudad de México, 19 de octubre de 2004) es una artista marcial mixta mexicana que compite en la división de peso gallo femenino. Ha competido en promociones como Budo Sento Championship, donde fue la campeona inaugural de peso gallo, y en Combate Global.

## Carrera de artes marciales mixtas

### Budo Sento Championship
Regina debutó como profesional de MMA en la promoción Budo Sento Championship el 1 de diciembre de 2023. Se enfrentó a Citlalli Alcantar en BSC 19 y ganó la pelea por sumisión en el primer asalto. Tarin se enfrentó a Andrea Garcia el 12 de abril de 2024 en BSC 21 y ganó la pelea por decisión unánime.

#### Regreso y campeonato de peso gallo de BSC
Tras dos victorias fuera de la promoción, Tarin retornó para enfrentar a Luisa Cifuentes por el inaugural Campeonato de Peso Gallo femenino de BSC el 27 de septiembre de 2024 en BSC 25. Ella logró alzarse con el título al vencer a su rival por TKO en el cuarto asalto.

### Combate Global
En su debut para Combate Global, Tarin se enfrentó a Fernanda Marrufo el 8 de junio de 2024 en Combate Global: Anaya vs. Jean-Francois, pelea que ganó por sumisión en el primer asalto. Tarin se enfrentó a Gisela Luna el 27 de julio de 2024 en Combate Global: Mexico vs Japan 2. Ganó la pelea por nocaut técnico en el primer asalto.
Tarin se enfrentó a Kaytlin Neil el 19 de junio de 2025 en Combate Female 2. Ganó la pelea por nocaut técnico en el segundo asalto.

### Dana White's Contender Series
Tarin estaba programada para enfrentar a Jeisla Santos Chaves en la semana 7 de la octava temporada de Dana White's Contender Series el 23 de septiembre de 2025. Sin embargo, tuvo que retirse de la pelea; su lugar fue ocupado por Sofia Montenegro.

## Campeonatos y logros
- Budo Sento Championship
  - Campeonato de Peso Gallo Femenino de BSC (una vez, inaugural)

## Récord en artes marciales mixtas
| Récord profesional | Récord profesional | Récord profesional |
| 6 peleas           | 6 victorias        | 0 derrotas         |
| ------------------ | ------------------ | ------------------ |
| Nocaut             | 3                  | 0                  |
| Sumisión           | 2                  | 0                  |
| Decisión           | 1                  | 0                  |

| Resultado | Récord | Oponente                 | Método                      | Evento                                  | Fecha                    | Ronda | Tiempo | Localización     | Notas                                             |
| --------- | ------ | ------------------------ | --------------------------- | --------------------------------------- | ------------------------ | ----- | ------ | ---------------- | ------------------------------------------------- |
| Victoria  | 6–0    | Kaytlin Neil             | TKO (golpes)                | Combate Global: Combate Female 2        | 19 de junio de 2025      | 2     | 4:16   | Ciudad de México |                                                   |
| Victoria  | 5–0    | Luisa Fernanda Cifuentes | TKO (golpes)                | BSC 25                                  | 27 de septiembre de 2024 | 4     | 2:27   | Ciudad de México | Ganó el Campeonato de Peso Gallo Femenino de BSC. |
| Victoria  | 4–0    | Gisela Luna              | TKO (golpes)                | Combate Global: Mexico vs. Japan 2      | 27 de julio de 2024      | 1     | 1:55   | Miami, Florida   |                                                   |
| Victoria  | 3–0    | Fernanda Marrufo         | Sumisión (rear-naked choke) | Combate Global: Amaya vs. Jean-Francois | 8 de junio de 2024       | 1     | 3:14   | Miami, Florida   |                                                   |
| Victoria  | 2–0    | Andrea García            | Decisión (unánime)          | BSC 21                                  | 12 de abril de 2024      | 3     | 5:00   | Ciudad de México |                                                   |
| Victoria  | 1–0    | Citlalli Alcantar        | Sumisión (rear-naked choke) | BSC 19                                  | 1 de diciembre de 2023   | 1     | 2:02   | Ciudad de México |                                                   |